# Джордж Гакаторн
Джордж Гакаторн (англ. George Hackathorne; 13 лютого 1896 — 25 червня 1940) — американський актор німого кіно. Знявся в 59 фільмах між 1916 і 1939 роками.
Гакаторн народився і здобув освіту в Пендлтоні, штат Орегон. Незважаючи на бажання матері, щоб він здобув освіту в коледжі, він вирішив бути актором. Він розпочав свою кар'єру у театрі як актор у дитинстві, після чого виступив у водевілях. Разом з братом організував театральну трупу, яка здійснювала гастролі по США.
25 червня 1940 р. Гакаторн помер у Голлівуді, штат Каліфорнія, у віці 44 років. Його поховали на кладовищі «Голлівуд-Форевер».

## Вибрана фільмографія
- 1920 — Останній з могікан / The Last of the Mohicans
- 1925 — Вища міра / Capital Punishment
- 1925 — Леді
- 1931 — «Вершники півночі» / Riders of the North